# Joan Batista Pairot i Fabra
Joan Batista Pairot i Fabra (Valls, 1901-1991) fou Alcalde de Valls entre 1932 i 1934. Va néixer en una família pagesa i regentà una llibreria durant la Segona República al carrer Major de la vila. Fou elegit regidor del consistori a les eleccions del 12 d'abril de 1931. Després de la dimissió de Josep Magriñà esdevingué alcalde el 2 de desembre de 1932. Durant la guerra civil treballà com a funcionari de la Generalitat de Catalunya al Departament de Censura, adscrit a la Conselleria de Governació. S'exilià a França on va estar al camp de Sant Cebrià, al del Barcarès i treballà d'infermer al d'Argelers. Torna a Catalunya el 12 d'agost de 1948.